# Äbiba Äbuzjakynova
Äbiba Rachmanäliqyzy Äbuzjakynova (kazakiska: Әбиба Рахманәліқызы Әбужақынова), född 4 juli 1997, är en kazakisk judoutövare som tävlar i 48 kg-klassen.

## Karriär
Vid asiatiska-oceaniska mästerskapen 2021 i Bisjkek tog Äbuzjakynova silver i 48 kg-klassen efter en finalförlust mot kinesiska Li Yanan. Vid asiatiska mästerskapen 2022 i Nur-Sultan tog hon återigen silver i 48 kg-klassen efter en finalförlust mot japanska Wakana Koga. Vid VM 2022 i Tasjkent tog Äbuzjakynova brons i 48 kg-klassen efter att ha besegrat chilenska Mary Dee Vargas i bronsmatchen. Vid asiatiska spelen 2022 i Hangzhou, som arrangerades 2023, tog hon silver i 48 kg-klassen efter en finalförlust mot japanska Natsumi Tsunoda.
Vid VM 2024 i Abu Dhabi tog Äbuzjakynova sitt andra VM-brons i 48 kg-klassen. Vid olympiska sommarspelen 2024 i Paris förlorade hon bronsmatchen i 48 kg-klassen mot svenska Tara Babulfath. Vid VM 2025 i Budapest tog Äbuzjakynova silver i 48 kg-klassen efter en finalförlust mot italienska Assunta Scutto.